# 米哈伊·菲福尔
米哈伊-维奥雷尔·菲福尔（羅馬尼亞語：Mihai-Viorel Fifor，1970年10月—），罗马尼亚政治人物。
生于塞维林，1989年进入克拉约瓦大学。于1994年取得罗马尼亚语和英语学位。第二年在同一大学获罗马尼亚文学硕士，2003年获博士学位，研究的是塞尔维亚的瓦拉几人问题。2001年，他成为多爾日縣文化中心主任，致力于维护和促进传统文化。 2005年，他被任命为奧爾特尼亞地区博物馆馆长。
他是社会民主党成员，2012年代表多尔日县被选入参议院。2016年连任议员，不过这次代表的是阿拉德縣。 2017年6月，他成为图多塞内阁的经济部长，尽管此前他并无担任经济职务的经验。 在2017年9月，他被任命为国防部长。
2018年1月16日，羅馬尼亞總統克劳斯·约翰尼斯批准總理米哈伊·圖多塞辭職後，任命米哈伊·菲福爾暫代總理職務。